# Dumitru Alexandru Radu
Dumitru Alexandru Radu (n. 11 noiembrie 1951) este un deputat român în legislatura 1990-1992, ales în județul Constanța pe listele partidului FSN.